# 龍気寺
龍氣寺（りゅうきじ）は、岐阜県加茂郡白川町切井にある釈迦如来を本尊する臨済宗妙心寺派の寺院。山号は大雲山。
旧苗木藩領に存在する寺院のうち、唯一廃仏毀釈前の寺号を名乗る。

## 歴史
江山雲公によって開山された小庵が始まりと伝わる。
天和3年（1683年）、天台宗の古寺があったと伝わる地に、切井村在住で苗木藩の金融用達を行っていた小栗氏が再開基し、苗木雲林寺五世の一桂玄珠により臨済宗妙心寺派に改宗されて再開山された。
過去帳には、「天和三年七月十七日 中興開山 一桂玄珠和尚遷化」 と記されている。
龍氣寺の墓地には代々の住持の墓碑が並んでいるが、一桂玄珠の碑の傍に、江山雲公首座と刻まれた碑があり、裏面には正保2年（1645年)
7月14日とある。
その後、雲林寺六世の浣渓祖俊が二世、雲林寺七世の泰傳慧祥が三世住持を務めており、雲林寺住持の隠居寺としての役割を担っていた。
安永2年（1773年）3月、十世の恵栽の代に過去帳が新調された。寄贈者は、大岩九平次の母である。
この過去帳の裏書によると、方丈(本堂)は貞享4年（1687年）5月に、厨庫は元禄6年（1693年）3月に造られたことが記されている。
文化4年（1807年）、切井の住民であった山口亀助が背後にある山に、三十三観音の石仏と西国三十三ヶ所のお砂踏み所を設けた。山口亀助が医者の隠居であったことから、背後の山を隠居山、観音霊場を隠居山観音と称した。
明治3年（1870年）、苗木藩の廃仏毀釈により廃寺となった。
廃寺とされた時に住持であった仁應宗義は、初めは恵那郡高山村の岩松寺に入って僧となったが、住持が老僧であったため、恵那郡福岡村の片岡寺に移り十世の大嶺恵能の弟子となり、片岡寺の老婆によって育てられた。
後に老婆は恵那郡姫栗村の長楽寺の泯州に随身した。
廃寺後には還俗して森平右衛門と名乗り、苗木藩知事の遠山友禄から与えられた寺領であった田畑を耕し、広い建物を利用して養蚕を行った。農閑期には馬方や木挽きをして近所の百姓たちと変わらない生活を行った。
平右衛門の妻の名は“くわ”と言い、切井村で最初の産婆となった。二人の間には子が無かったため、後嗣として武儀郡の跡部から縁者の仲吉を連れて来た。
明治17年（1884年）、苗木藩によって神道に改宗させられていた切井村の17名の有志が恵那郡蛭川村奥渡の高徳寺の檀徒になった時、その中の一人が、この森仲吉である。
仁應宗義（森平右衛門）は、明治28年（1895年）龍気寺の跡地には既に民家ができていたため、元の東光山 薬師寺の敷地跡に、土岐郡釜戸村の天猷寺の村雲和尚の斡旋・尽力により、宮城県松島瑞巌寺の塔頭で無住となっていた五葉庵を切井に移転させる形で寺院を再建し、再興を果たした。
再興後は、蛭川村奥渡の高徳寺の檀徒になっていた者の多くは五葉庵の檀徒となった。また切井村に加え、廃仏毀釈によって昌壽寺を失った赤河村の檀徒も加わった。
廃寺復興の第一段階を終えた仁應宗義（森平右衛門）は、その後の住職を法嗣の宗哲に譲ったが、釜戸村の天猷寺の朴雲和尚の頼みにより、土岐郡土岐村の禅躰寺の堂守を勤め、次いで土岐郡大湫村の宗昌寺に1年間住したが、明治44年（1911年）の春に切井村に戻り、7月15日に73歳にて寂した。

遺偈は、以下の通りである。
大正15年（1926年）5月12日、五葉庵を旧称の龍氣寺に寺号を復することを許された。
廃仏毀釈の際に隠されたことにより難を免れた、近隣で信仰されていた仏像を複数所蔵するほか、
龍氣寺が保管している応永年間に造られた切井栃平地蔵堂の銅製鰐口の銘は、「奉施入鰐口、切井栃平地蔵堂常住、応永二十二年四月廿九日」と刻まれているが、いつから預かっているかは不明である。
昭和41年（1965年）3月に白川町の有形文化財に、昭和42年（1966年）6月に岐阜県の重要文化財に指定された。
なお所蔵する達磨大師像は、明治33年（1900年）に龍氣寺を復興した時に、赤河村の某家から招来されたもので、苗木藩の廃仏毀釈の時に、某家で秘匿されて災厄を免れた像と考えられる。